# Финал Кубка шотландской лиги 1950
Финал Кубка шотландской лиги 1950 — финальный поединок розыгрыша Кубка шотландской лиги сезона 1950/51, состоявшийся 28 октября 1950 года на стадионе «Хэмпден Парк» в Глазго, в котором встречались клубы «Хиберниан» и «Мотеруэлл». Обладателями трофея стали футболисты из графства Северный Ланаркшир, праздновавшие победу со счётом 3:0 благодаря голам Джима Форреста, Арчи Келли и Вилли Уоттерса.

## Путь к финалу

### «Мотеруэлл»
| Раунд         | Дата             | Принимающая команда | Гостевая команда | Счёт |
| ------------- | ---------------- | ------------------- | ---------------- | ---- |
| Четвертьфинал | 16 сентября 1950 | Селтик              | Мотеруэлл        | 1:4  |
| Четвертьфинал | 20 сентября 1950 | Мотеруэлл           | Селтик           | 0:1  |
| Полуфинал     | 7 октября 1950   | Мотеруэлл           | Эйр Юнайтед      | 4:3  |

### «Хиберниан»
| Раунд         | Дата             | Принимающая команда | Гостевая команда | Счёт |
| ------------- | ---------------- | ------------------- | ---------------- | ---- |
| Четвертьфинал | 16 сентября 1950 | Абердин             | Хиберниан        | 4:1  |
| Четвертьфинал | 20 сентября 1950 | Хиберниан           | Абердин          | 4:1  |
| Четвертьфинал | 2 октября 1950   | Хиберниан           | Абердин          | 1:1  |
| Четвертьфинал | 3 октября 1950   | Хиберниан           | Абердин          | 5:1  |
| Полуфинал     | 7 октября 1950   | Хиберниан           | Куин оф зе Саут  | 3:1  |

## Перед матчем
Перед матчем подавляющее большинство букмекерских контор ставили на победу «Хиберниана». На то были весомые причины — в сезоне 1950/51 эдинбургский коллектив безоговорочно выиграл национальный чемпионат, закончив турнир с 10-очковым отрывом от своего ближайшего преследователя. В составе «бело-зелёных» было семь действующих членов сборной Шотландии, а в атаке блистала знаменитая «Великолепная пятёрка» (англ. Famous Five) в лице Бобби Джонстона, Лоури Рейлли, Гордона Смита, Вилли Ормонда и Эдди Тернбулла. Последний не смог принять участие в финальном поединке из-за травмы.

## Матч

### Обзор матча
«Хиберниан» контролировал ход игры бо́льшую часть матча, однако до конкретных угроз воротам «Мотеруэлла» дело не доходило во многом благодаря уверенным действиям защиты «сталеваров». По этому поводу комментатор поединка заметил:
Если защиту «Рейнджерс» сейчас называют «железным занавесом», то с уверенностью могу сказать, что оборону «Мотеруэлла» я бы назвал «занавесом стальным».
На 74-й минуте встречи голкипер «Хиберниана» Томми Янгер парировал опасный удар центрального форварда «сталеваров» Арчи Келли, но защита «хибс» позволила нападающему «добить» мяч в сетку ворот эдинбургцев. Через две минуты длинный заброс в штрафную «бело-зелёных» в исполнении Арчи Шоу «нашёл» голову вингера «Мотеруэлла» Вилли Уоттерса. Игрок «сталеваров» скинул мяч набегающему Джиму Форресту, точный удар которого вновь заставил «капитулировать» Янгера. Третий гол случился вследствие ошибки вратаря эдинбургцев — Томми выбивал мяч со своей половины поля, но тот, попав в Вилли Уоттерса, перелетел через Янгера и закатился в угол ворот «Хиберниана».

### Отчёт о матче
| Мотеруэлл                           | 3:0      | Хиберниан |
| ----------------------------------- | -------- | --------- |
| Келли 74′ · Форрест 76′ · Уоттерс ? | Протокол |           |

| МОТЕРУЭЛЛ:       |  |                  |
|                  |  |                  |
| GK               |  | Джон Джонстон    |
| FB               |  | Вилли Килмарнок  |
| FB               |  | Арчи Шоу         |
| RH               |  | Дон Маклеод      |
| CH               |  | Энди Пейтон      |
| LH               |  | Вилли Редпат     |
| RW               |  | Вилли Уоттерс    |
| IF               |  | Джим Форрест     |
| CF               |  | Арчи Келли       |
| IF               |  | Джимми Уотсон    |
| LW               |  | Джонни Эйткенхед |
| Главный тренер:  |  |                  |
| Джордж Стивенсон |  |                  |

| ХИБЕРНИАН:      |  |                |
|                 |  |                |
| GK              |  | Томми Янгер    |
| FB              |  | Джок Гован     |
| FB              |  | Джон Огилви    |
| RH              |  | Арчи Бьюкен    |
| CH              |  | Джок Патерсон  |
| LH              |  | Бобби Комб     |
| RW              |  | Гордон Смит    |
| IF              |  | Бобби Джонстон |
| CF              |  | Лоури Рейлли   |
| IF              |  | Вилли Ормонд   |
| LW              |  | Джимми Бредли  |
| Главный тренер: |  |                |
| Хью Шоу         |  |                |

Расшифровка позиций:

GK — вратарь; RB — правый защитник; СВ — центральный защитник; LB — левый защитник; SW — свипер (свободный защитник); RM — правый полузащитник; CM — центральный полузащитник; LM — левый полузащитник; AM — атакующий полузащитник; SS — оттянутый нападающий; CF — центральный нападающий; DF — защитник; MF — полузащитник; FW — нападающий.